# Печенізька селищна територіальна громада
Печенізька селищна громада — об'єднана територіальна громада в Україні, в Чугуївському районі Харківської області. Адміністративний центр — селище Печеніги.
Площа громади — 466,1 км2, населення громади — 9617 осіб (2020)
Утворена 12 червня 2020 року шляхом об'єднання Печенізької селищної ради та Артемівської, Борщівської, Мартівської і Новобурлуцької сільських рад Печенізького району Харківської області. Перші вибори селищної ради та селищного голови Печенізької селищної громади відбулися 25 жовтня 2020 року.

## Населені пункти
До складу громади входять 1 селище (Печеніги) та 11 сіл (Артемівка, Борщова, Ганнівка, Гарашківка, Гуслівка, Затока, Кицівка, Мартове, Новий Бурлук, Приморське, П'ятницьке).